# 過ぎ去りし日々
「過ぎ去りし日々」（すぎさりしひび、原題: All Those Years Ago）は、1981年にシングルとして発売されたジョージ・ハリスンの楽曲である。本作は、1980年に殺害されたビートルズの元バンドメイトであるジョン・レノンへの追悼歌となっており、レコーディングには同じく元バンドメイトのリンゴ・スターとポール・マッカートニーらが参加した。

## 解説

### レコーディングに至る経緯
1980年9月に完成し、11月に発売予定だったアルバム『想いは果てなく〜母なるイングランド』が、ダーク・ホース・レコードの販売元であるワーナー・ブラザース・レコードの社長モー・オースティンから収録曲の一部とジャケットの差替えを命じられたことから、リリースが延期されてしまった。その頃ロサンゼルスでの新しいアルバム用のレコーディング・セッションを終えてロンドンに戻ってきたスターから、楽曲の提供を依頼された。ハリスンは11月19日から25日にかけて自宅スタジオであるフライアー・パーク・スタジオで行われたレコーディング・セッションで本作と「ラック・マイ・ブレイン」の2曲を提供し、キーボードにアル・クーパー、ベースにハービー・フラワーズ、パーカッションにレイ・クーパーという布陣で、スターのボーカルとドラムを録音した。ところが、スターは本作のボーカルが彼の声域に対して高すぎると感じ、歌詞についても気に入らなかったため、ハリスンは自分のアルバムの差し替え候補曲とすることにした。
共同プロデュースをレイ・クーパーに依頼し、アルバムの再レコーディングを開始した矢先、12月8日にレノンがニューヨークの自宅アパート前で射殺された。この日たまたま本作のボーカル差し替えのためのレコーディングを行っていたハリスンは、翌日の未明に訃報を知ると大きなショックを受けた。デレク・テイラーを通じて、レノンに敬意を表する声明を発表するとともに、バハマからニューヨークへ移動中のスターにも電話で話をした。ハリスンは音楽で心を癒そうと考え、レコーディングを続ける決心をした。

### レコーディング
翌月、追悼歌としてレノンを称える歌詞に書き換え、ボーカルを再度録音し直した。書き換えられた歌詞の中には、「Imagine」や「All You Need Is Love」とレノンが作曲した楽曲のタイトルや、レノンを殺害したマーク・チャップマンについての言及が見られる。
その後、ジョージ・マーティンとジェフ・エメリックを伴ってマッカートニー夫妻とウイングスのデニー・レインがスタジオを訪れた。アルバム『タッグ・オブ・ウォー』に収録する予定の「ワンダーラスト」にハリスンのギター演奏をオーバーダブするためだったのだが、ハリスンの提案で3人のバッキング・ボーカルを録音することになった。このため、ハリスン、マッカートニー、スターの3人が一堂に会したわけではなかったが、結果的に1970年1月の「アイ・ミー・マイン」のセッション以来の共演した楽曲となった。

### リリース
1981年5月、「神のらくがき」とのカップリングでアルバムからの先行シングルとして発売された。アメリカの『ビルボード』誌のHot 100では最高位2位を記録し、同誌のアダルト・コンテンポラリー・チャートでは第1位を獲得した。全英シングルチャートでは最高位13位だった。
後に『ダーク・ホース 1976-1989』や『レット・イット・ロール ソングス・オブ・ジョージ・ハリスン』などのコンピレーション・アルバムに収録された。また1992年に発売されたライブ・アルバム『ライヴ・イン・ジャパン』には同年の日本武道館公演でのライブ音源が収録された。2010年、AOL Radioのリスナーによる投票「10 Best George Harrison Songs」の第6位にランクイン。

## シングル収録曲
| 全作詞・作曲: ジョージ・ハリスン。 |                                         |                    |                    |      |
| #                                  | タイトル                                | 作詞               | 作曲・編曲         | 時間 |
| 1.                                 | 「過ぎ去りし日々」(All Those Years Ago) | ジョージ・ハリスン | ジョージ・ハリスン | 3:43 |
| 2.                                 | 「神のらくがき」(Writing's on the Wall) | ジョージ・ハリスン | ジョージ・ハリスン | 3:59 |
| 合計時間:                          | 合計時間:                               | 7:42               |                    |      |

## 参加ミュージシャン
- ジョージ・ハリスン - ボーカル、エレクトリック・ギター、バッキング・ボーカル、シンセサイザー (#1)、グッガバ(#2)
- リンゴ・スター - ドラム (#1)
- ジム・ケルトナー -ドラム (#2)
- ハービー・フラワーズ - ベース (#1)
- ウィリー・ウィークス - ベース (#2)
- ポール・マッカートニー - バッキング・ボーカル (#1)
- リンダ・マッカートニー - バッキング・ボーカル (#1)
- デニー・レイン - バッキング・ボーカル (#1)
- アル・クーパー - エレクトリック・ピアノ (#1)
- ニール・ラーセン - キーボード (#2)
- ゲイリー・ブルッカー - シンセサイザー (#2)
- レイ・クーパー - パーカッション、タンバリン (#1)、コンガ (#2)
- アラ・ラカ - タブラ (#2)

※出典

## チャート成績

### 週間チャート
| チャート (1981年)                  | 最高位 |
| ---------------------------------- | ------ |
| オーストラリア (Kent Music Report) | 9      |
| オーストリア (Ö3 Austria Top 40)   | 14     |
| ベルギー (Ultratop 50 Flanders)    | 38     |
| Canada Adult Contemporary (RPM)    | 10     |
| Canada Top Singles (RPM)           | 3      |
| アイルランド (IRMA)                | 4      |
| イタリア (FIMI)                    | 20     |
| ニュージーランド (RMNZ)            | 14     |
| ノルウェー (VG-lista)              | 43     |
| スウェーデン (Sverigetopplistan)   | 11     |
| スイス (Schweizer Hitparade)       | 8      |
| UK シングルス (OCC)                | 13     |
| US Adult Contemporary (Billboard)  | 1      |
| US Billboard Hot 100               | 2      |
| US Mainstream Rock (Billboard)     | 6      |
| US Cash Box Top 100                | 3      |
| 西ドイツ (Media Control Singles)   | 44     |

### 年間チャート
| チャート (1981年)        | 順位 |
| ------------------------ | ---- |
| Canada Top Singles (RPM) | 30   |
| イタリア (FIMI)          | 67   |
| US Billboard Hot 100     | 74   |
| US Cash Box Top 100      | 38   |